# Le Trait
Le Trait település Franciaországban, Seine-Maritime megyében. Lakosainak száma 4742 fő (2022. január 1.). Le Trait Duclair, Heurteauville, Arelaune-en-Seine, Notre-Dame-de-Bliquetuit, Sainte-Marguerite-sur-Duclair, Yainville és Rives-en-Seine községekkel határos.

## Népesség
A település népességének változása:
| Lakosok száma | 5195 | 5119 | 5075 | 4942 | 4900 | 4876 | 4831 | 4780 | 4742 |
|               | 2013 | 2015 | 2016 | 2017 | 2018 | 2019 | 2020 | 2021 | 2022 |